# César Borgia
Pour les articles homonymes, voir Famille Borgia et Borgia (homonymie).
César Borgia (en valencien et en Catalan, César de Borja), dit « le Valentinois » (Il Valentino), est un prince italien de la Renaissance, né le 13 septembre 1475 à Rome et mort le 12 mars 1507 à Viana, en Navarre. Il succède à son frère Giovanni Borgia (Juan Borgia) en tant que duc de Gandie.
Il est pair de France, chevalier de l'ordre de Saint-Michel, prince de Romagne, d'Andria et de Venafro, duc de Gandie et de Valentinois, comte de Diois, seigneur d'Issoudun, de Piombino, Camerino et Urbino, gonfalonier et capitaine général de l'Église, condottière et cardinal.
Il doit sa notoriété en grande partie à Machiavel qui le cite fréquemment dans Le Prince. Cependant, seul l'appui de la papauté et de la royauté lui permit d'avoir une carrière aussi fulgurante.

## Biographie

### Origines familiales et naissance
César est le fils aîné de Roderic Llançol i de Borja, issu d'une famille valencienne  et futur cardinal Rodrigo Borgia, pape sous le nom d'Alexandre VI, et de sa maîtresse Vannozza Cattanei. Il est aussi le frère de Giovanni Borgia (1474-1497), duc de Gandia, de Lucrèce Borgia, de Gioffre (Jofré), prince de Squillace, et le demi-frère de Pedro Luis de Borja (Pere Lluis de Borja) et de Girolama de Borja, nés de mères inconnues.
La famille Borgia (Borja en Catalan) est originaire du royaume de Valence et voit son influence augmenter au XVe siècle quand le grand-oncle paternel de Cesare devient pape sous le nom de Calixte III en 1455, puis son père Roderic (Rodrigo en espagnol) sous le nom d'Alexandre VI en 1492.
Bien que les précédents papes aient eu parfois des maîtresses, son père est le premier à reconnaître publiquement ses enfants, ce qui vaudra à César d'être souvent appelé « le neveu du pape », par pudeur, tout comme ses frères et sœurs.
Comme pratiquement tous les aspects de sa vie, la date de naissance de César Borgia demeure sujette à débat. En général on admet qu'il est né à Rome en 1475.

### Jeunesse
Décrit comme un enfant gracieux, il grandit vite et devient un homme beau et ambitieux comme son père. Ce dernier, dans sa volonté de développer l'influence de sa famille en Italie, nourrit de grands projets pour ses fils. Alors que les affaires temporelles reviennent à son frère Giovanni, nommé capitaine général de l'Église et fait duc de Gandie, César suit une carrière dans l'Église afin de succéder à son père.
Sacré protonotaire de la papauté et chanoine de la cathédrale de Valence à 7 ans, César est fait évêque de Pampelune à 15 ans, et à 17 ans il est nommé  archevêque puis cardinal de Valence en Espagne par son père, élu pape en 1492. En 1493, il obtient également les évêchés de Castres et d'Elne et devient abbé de l'abbaye Saint-Michel de Cuxa l'année suivante. Il vit comme un aristocrate, passionné de conquêtes amoureuses et guerrières, et jalouse son frère ainé, Giovanni, que son père a nommé gonfalonnier de l'Eglise en 1497.
Cette même année 1497, on retrouve le corps poignardé de son frère Giovanni dans le Tibre. César est soupçonné du crime, qu'il aurait commis soit pour des raisons politiques ou par jalousie : Sancha d'Aragon, fille du roi de Naples et épouse de Gioffre, aurait été la maîtresse de César comme de Giovanni. Rien n'est alors prouvé, mais César a désormais la voie libre. Il quitte Rome le 22 juillet 1497 pour assister comme légat du pape au couronnement du roi de Naples Frédéric d'Aragon. Dès son retour, le 6 septembre, il demande à revenir à l'état laïc. Le 17 août 1498, à la suite d'un consistoire lors duquel Alexandre VI propose la laïcisation de son fils, il est le premier cardinal de l'histoire à abandonner sa fonction. Il expose en des phrases éloquentes à ses collègues qu'il n'a jamais eu la fibre religieuse. Sans illusion, les cardinaux ne peuvent que donner leur accord. Cesar dépose sa cape de cardinal devant le consistoire et part aussitôt rencontrer Louis de Villeneuve, chambellan de Louis XII. L'ambassadeur lui propose une alliance avec la France contre le duc de Milan, Ludovic Sforza le More.
À cette époque, Louis XII, roi de France, cherche à faire annuler son mariage afin d'épouser Anne de Bretagne et ainsi annexer son duché au royaume de France. Alexandre VI consent à lui rendre ce service, en échange de quoi César devient duc de Valentinois, ce qui lui vaudra son surnom (Il Valentino). Il se voit aussi accorder la main de Charlotte d'Albret, dame de Châlus et sœur de Jean III, roi de Navarre.

### Ascension
Alexandre VI s'allie avec Louis XII qui poursuit les guerres d'Italie, espérant en tirer profit, et notamment obtenir le trône de Naples. En 1498, César Borgia est honoré par Louis XII du titre de gouverneur du Lyonnais, charge qu'il n'assumera que peu (on n'en trouve pas de trace dans les actes consulaires) et qu'il gardera jusqu'à sa mort. Il ne fit jamais que traverser la ville. Le 1er octobre 1498, il quitte Rome accompagné d'un cortège fastueux pour prendre possession de son fief français. Le 17 décembre, après un court séjour à Valence, il rejoint la cour de France à Chinon où il épouse Charlotte d'Albret le 10 mai 1499. Le roi de France entre ensuite en Italie, et après que Gian Giacomo Trivulzio a chassé le duc de Milan Ludovico Sforza, César chevauche à ses côtés lors de son entrée dans la ville.

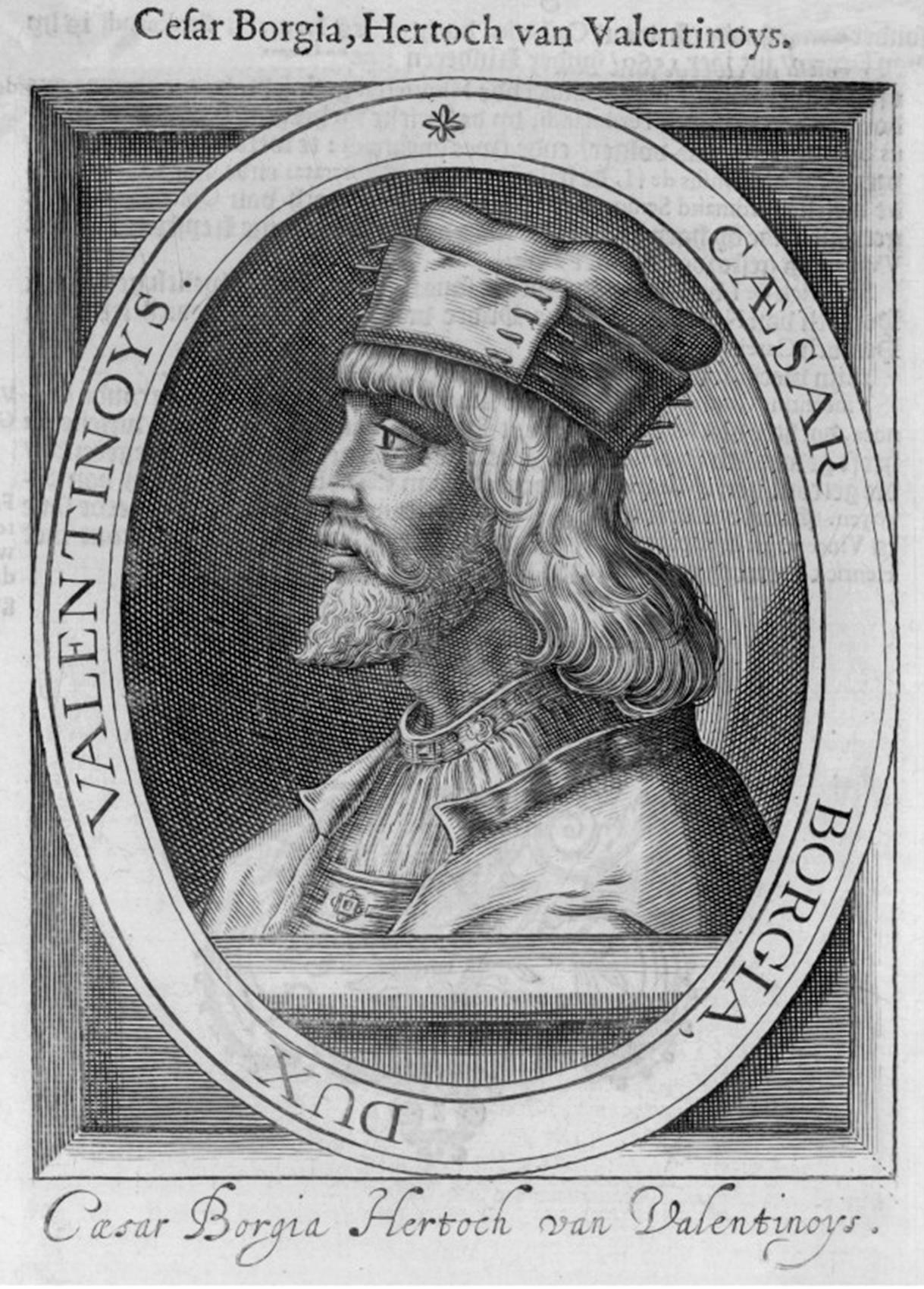
Portrait de César Borgia.

César veut devenir l'un des princes de la péninsule et pour cela envisage de se tailler un État en Romagne en chassant de leurs terres les petits seigneurs condottieres les uns après les autres. Il bénéficie du soutien de la papauté et de Louis XII. Il emprunte 45 000 ducats à la commune de Milan et recrute des mercenaires. Avec l'importante troupe fournie par le roi de France, il est à la tête de 16 000 hommes. Les Borgia père et fils passent alors à l'action : ils doivent débarrasser les États pontificaux de leurs dirigeants qui, tous vicaires pontificaux, sont censés être sous l'autorité du pape, et qui se considèrent en réalité comme indépendants depuis plusieurs générations. Alexandre VI déclare caducs les pouvoirs détenus par les seigneurs de Pesaro, Imola, Forli, Camerino, Faenza, Urbino et Rimini. César s'attaque d'abord aux villes de Forli et d'Imola, dirigées par Caterina Sforza, veuve d'Alexandre Sforza, qui lui tient tête avant d'être vaincue le 9 mars 1499, ce qui lui permet d'ajouter les deux cités à ses possessions.
Il s'apprête à conquérir Pesaro quand Louis XII réclame ses soldats dont il a besoin pour combattre contre Ludovic Le More. Il doit abandonner temporairement sa conquête de la Romagne et rentre à Rome le 26 février 1500. Le lendemain, son père lui offre un véritable triomphe à l'antique en disposant tout au long de son parcours, de la place Navone au Vatican, onze chars romains. Le 29 mars, il lui remet la récompense de la Rose d'or, accordée aux princes et aux capitaines qui ont pris la défense de la chrétienté, et le nomme capitaine général et gonfalonier de l'armée papale (dite « armée des clefs », du nom de l'emblème héraldique de la papauté) qui comprend des mercenaires italiens et des régiments suisses envoyés par le roi de France, soit environ 4 000 fantassins et 300 cavaliers. César Borgia se présente alors comme le nouveau Jules César. Il fait graver sur son épée de parade des scènes du triomphe de César. La devise figurant sur les drapeaux portés par ses soldats exprime son ambition démesurée : aut caesar aut nihil (ou César ou rien).
Alexandre VI nomme douze nouveaux cardinaux, ce qui lui donne assez d'argent pour permettre à César d'engager les condottieri Vitellozzo Vitelli, Gian Paolo Baglioni, les frères Orsini Giulio et Paolo et Oliverotto da Fermo qui poursuivent sa campagne en Romagne. Il quitte Rome le 20 octobre 1500, entouré de toute une cour. Giovanni Sforza, premier mari de sa sœur Lucrèce, perd Pesaro le 21 octobre et Pandolfaccio Malatesta, Rimini le 30. Seul le siège de Faenza s'éternise. Borgia quitte ses capitaines pour aller s'installer dans la capitale qu'il s'est choisie, Cesena, au début du mois de décembre.
En mai 1501, Faenza se rend et son jeune seigneur Astorre III Manfredi est envoyé au château Saint-Ange, à Rome. On retrouve son corps dans le Tibre, peu de temps après. César est fait duc de Romagne par le pape et ajoute Castel Bolognese à son domaine. Alors que ses condottieri assiègent Piombino, qui tombe en 1502, César se bat à Naples et à Capoue avec les Français auxquels il est resté fidèle. Le 24 juin 1501, la ville, défendue par Prospero et Fabrizio Colonna, tombe, entraînant le début du conflit du roi de France contre Ferdinand II d'Aragon pour le contrôle de Naples. Les habitants de Capoue sont massacrés. Plus de quatre mille d'entre eux meurent, les prisonniers de camp adverse sont exécutés.

En juin 1502, César retourne dans les Marches et conquiert Urbino et Camerino. Florence, craignant sa puissance, lui envoie deux émissaires, Machiavel et le cardinal Soderini, évêque de Volterra, pour connaître ses intentions, mais c'est surtout Louis XII qui va s’opposer à ses velléités d’attaquer la ville. Son ambition se porte alors sur Bologne dont il souhaite faire une capitale plus digne que Cesena. Ses condottieri complotent alors contre lui (Congiura di Magione) : avec leur aide, Guidobaldo da Montefeltro et Giovanni Maria da Varano poussent Camerino et Fossombrone à la révolte. César l'apprend et organise une réconciliation au château de Sinigaglia le 31 décembre 1502. Vitellozzo Vitelli, les frères Orsini et Oliverotto da Fermo viennent sans leurs troupes. Au milieu du banquet, César les fait arrêter puis étrangler. Paolo Giovio qualifie cet acte de « merveilleuse tromperie ». Après ce coup d'éclat, le prince César Borgia atteint le sommet de sa puissance : 

« Certains voudraient faire de César le roi de l'Italie, d'autres le voudraient faire empereur, parce qu'il réussit de telle façon que nul n'aurait le courage de lui refuser quoi que ce soit »

— écrit le Vénitien Priuli.

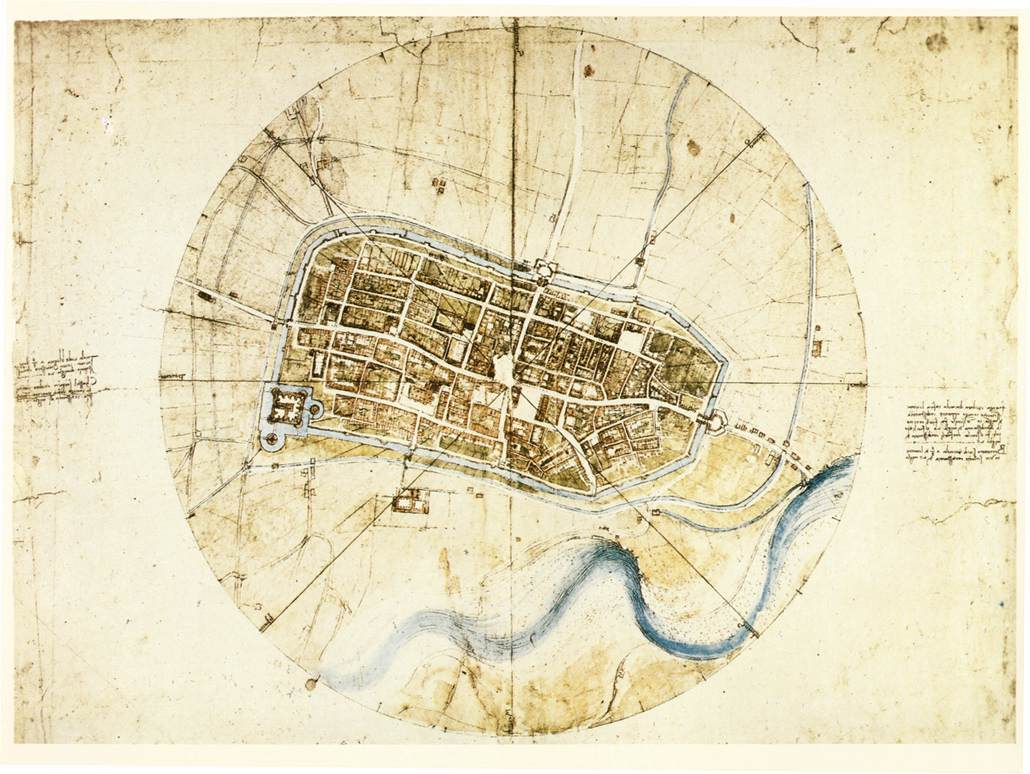
Carte d'Imola par Léonard de Vinci en 1502

César Borgia est mécène de Léonard de Vinci durant dix mois. Durant cette période, celui-ci réalise des travaux de cartographie, en particulier de la ville d'Imola.

### Chute
César envisage maintenant la conquête de la Toscane. Bien qu'il soit général et homme d'État de talent, son empire s'effondre très rapidement avec la perte de son principal appui, son père. Le 10 août 1503, ils assistent ensemble à un banquet chez Adriano di Castello, cardinal tout juste nommé. De nombreux invités ressentent de violentes douleurs, Alexandre VI meurt huit jours plus tard. Avant que sa mort ne soit révélée publiquement, César, malade lui aussi, envoie Don Michelotto piller les caisses pontificales afin d'être en mesure de vaincre la Toscane, mais sa mauvaise condition l'empêche de faire pression sur le conclave pour désigner un pape à sa solde. Dès l'annonce de la mort d'Alexandre VI, la Romagne se révolte.
Le nouveau pape est Pie III, considéré comme neutre entre le parti des Borgia (César étant resté à Rome pour influer sur l'élection) et celui du cardinal Giuliano della Rovere, ennemi farouche de ces derniers. Mais Pie III meurt à peine un mois après son élection. Cette fois, della Rovere est élu sous le nom de Jules II et fait tout pour affaiblir César. Alors que celui-ci se rend en Romagne pour mater une révolte, il est capturé près de Pérouse par Gian Paolo Baglioni et emprisonné. Jules II va alors démembrer son domaine, soit en le rattachant aux États pontificaux (Imola), soit en rétablissant dans leurs droits ceux que César a chassés du pouvoir (Rimini et Faenza).
En janvier 1504, le pape accepte de le libérer à condition qu'il abandonne toutes ses terres. César s'embarque pour Naples, mais le gouverneur espagnol Gonzalve de Cordoue le fait arrêter en mai 1504, le considérant comme l'allié du roi de France. Il est livré à Ferdinand II d'Aragon, roi de Castille, d'Aragon et de Naples contre qui il a lutté avec Louis XII, et emprisonné à Chinchilla, puis à la forteresse de Medina del Campo. 
César Borgia parvient à s'évader le 25 octobre 1506 et rejoint à Pampelune, capitale du roi de Navarre, son beau-frère Jean III de Navarre. Le roi le nomme capitaine général de ses armées et l'envoie combattre le comte de Beaumont à Viana. Tombé dans une embuscade, il meurt au cours du siège de Viana le 12 mars 1507, à l'âge de 31 ans. Il est enterré dans l'église Santa Maria de Viana.

### Devise
Sa devise est :
« Aut Caesar aut nihil » (« Ou César, ou rien »),
qui joue sur l'ambiguïté de son prénom et du titre porté par les empereurs romains.

### Mariages et descendance
Le 12 mai 1499 César Borgia épouse Charlotte d'Albret (1480-1514), dame de Châlus et sœur de Jean III de Navarre. De cette union nait une fille, Louise Borgia, dite Louise de Valentinois (1500-1553), qui épouse le 7 avril 1517 Louis II de la Trémoille (mort en 1525), puis en secondes noces, le 3 février 1530, Philippe de Bourbon (1499-1557), baron de Busset.
Outre Louise, César Borgia a au moins onze enfants, tous illégitimes, dont Girolamo Borgia, qui épouse Isabella, comtesse de Carpi et Camilla Borgia (1502-1573), abbesse de San Bernardino de Ferrare.

## César Borgia et Machiavel

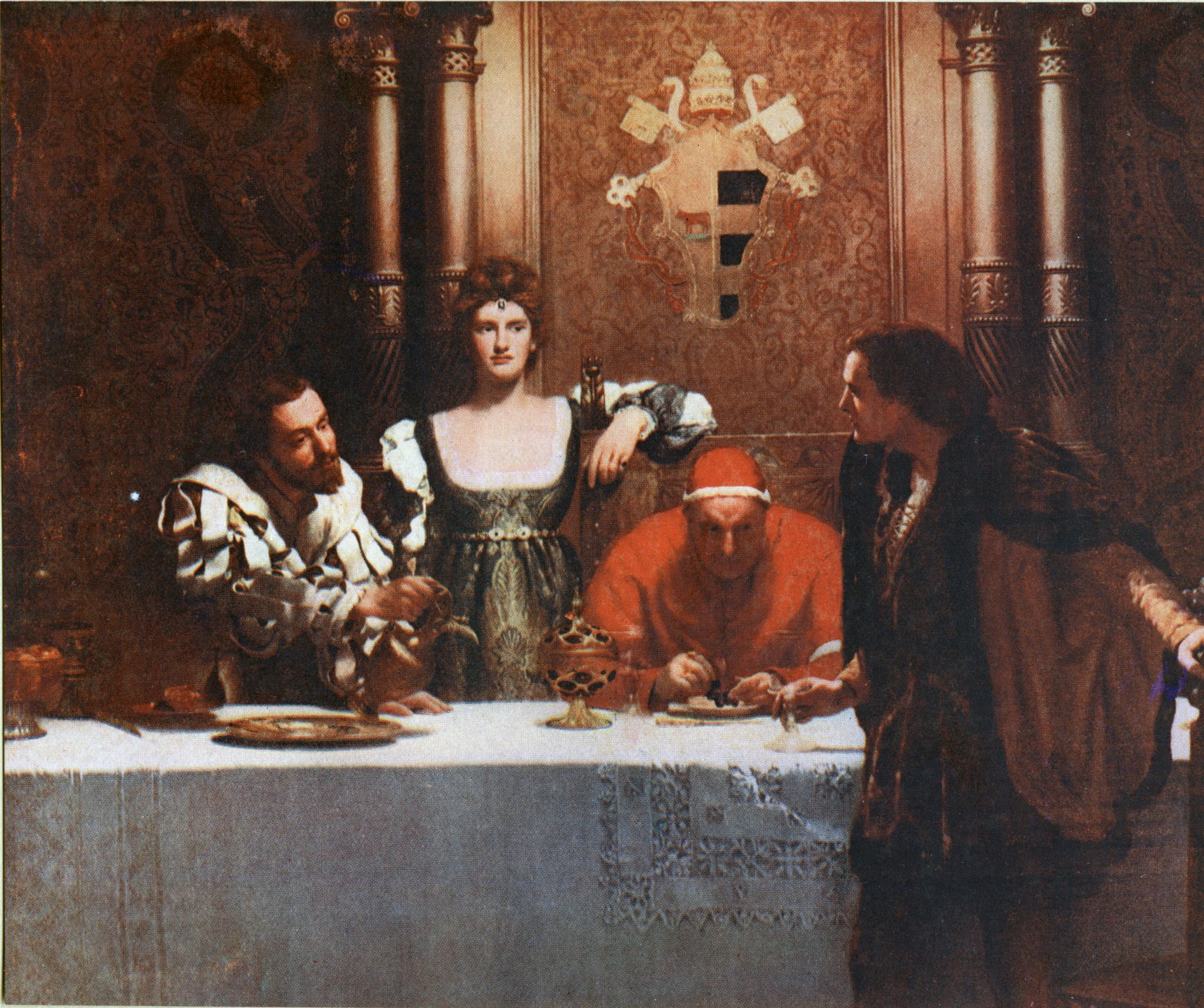
A glass of wine with Caesar Borgia par John Collier, 1893.

On considère généralement que César Borgia servit de modèle au Prince de Machiavel. Ce dernier, en effet, surtout dans le chapitre VII de l’œuvre, le présente véritablement comme le modèle du prince qui, grâce à une virtù hors du commun, parvient à réussir l'extrêmement périlleux exercice de conserver un pouvoir qu'il a acquis par la faveur d'autrui - à savoir son père.
Machiavel reste auprès de César d'octobre 1502 à janvier 1503, en tant que secrétaire de la seconde chancellerie envoyé par Florence, période pendant laquelle il écrit souvent à ses supérieurs ; cette correspondance a survécu jusqu'à nos jours.
Dans le même chapitre VII (« Des principautés nouvelles qui s'acquièrent par les forces et la fortune d'autrui ») Machiavel revient en effet sur l’œuvre de conquête fulgurante de la Romagne par César, avec notamment le piège de Sinigaglia qu'il tend le 31 décembre 1502 à ses anciens alliés condottiere qui aspirent désormais à le renverser - ce que Machiavel nomme alors le bellissimo inganno. César y est présenté comme un modèle pour tout homme d'État :
« je ne saurais proposer à un prince nouveau de meilleurs préceptes que l'exemple de ses actions », sa chute n'étant pas de sa responsabilité mais due « seulement [à] une extraordinaire malignité de la fortune ».
Cet éloge est sujet à controverse. Pour les humanistes de son temps, Machiavel ou Paolo Giovio, il incarne le prince guerrier et politique, combinant le génie de l'action, la ruse et l'audace. Certains universitaires voient dans le Borgia de Machiavel le précurseur des crimes commis au XXe siècle au nom de l'État. D'autres, dont Macaulay et lord Acton expliquent que l'admiration pour la violence et le manque de parole ne sont qu'un effet de la criminalité et de la corruption généralisées à cette époque.

## Dans les arts et la culture populaire

### Littérature

#### Roman
- Alexandre Dumas, Les Borgia, roman appartenant aux volumes III et IV des Crimes célèbres, 1839
- Paul Verlaine écrit César Borgia (portrait en pied) dans le recueil Poèmes Saturniens publié en 1866
- Michel Zevaco, Borgia !, 1900.
- Françoise Sagan, Jacques Quoirez,Le sang doré des Borgia, 1977
- Mario Puzo; Le sang des Borgia, (the Family), 2001
- Manuel Vázquez Montalbán, Ou César ou rien, une biographie largement romancée de César Borgia
- Klabund,Les Borgia, le roman d'une famille, Max Milo Editions, 2011
- Oliver Bowden Assassin's Creed, Brotherhood, 2010
- Pierre Perret, Les Grandes Pointes de l'histoire, 2015
- Dimitri Merejkovski, Le roman de Léonard de Vinci, Livre de poche, 2019

#### Bande dessinée
- Borgia, de Jodorowsky, Manara.

#### Manga
- César Borgia est le personnage principal de Cantarella, de You Higuri (2001). Ce manga retrace l'histoire de César et de la famille Borgia bien que, malgré son côté historique et précis, l'auteur ait pris plusieurs libertés dans son adaptation. Dans le manga, César n'est pas totalement humain : il aurait été vendu aux démons par son père, ce dernier espérant devenir Pape grâce à cela. Mais, paradoxalement, dans cette œuvre César apparaît comme un personnage attachant, malgré son côté froid et calculateur.
- Un autre manga centré sur César Borgia intitulé Cesare de Fuyumi Soryo se veut quant à lui plus fidèle historiquement. L'auteur a même fait appel à un spécialiste de la Renaissance Italienne[11].
- Dans Kakan no madonna de Chio Saito, Césare Borgia tient le rôle du principal méchant, amoureux de sa sœur puis de la protagoniste.

### Filmographie

#### Cinéma
- 1910 : Histoire des Borgia d'Ugo Falena avec Achille Vitti (it) dans le rôle de César Borgia.
- 1911 : Le Souper de Borgia de Giuseppe De Liguoro César Borgia est interprété par Giuseppe De Liguoro.
- 1912 : César Borgia de Gerolamo Lo Savio avec Giovanni Pezzinga dans le rôle-titre.
- 1937 : Condottieri de Luis Trenker avec Mario Ferrari.
- 1949 : 
  - La Vengeance des Borgia de Mitchell Leisen, César Borgia est interprété par Macdonald Carey.
  - Échec à Borgia de Henry King, César Borgia est interprété par Orson Welles.
- 1953 : Lucrèce Borgia de Christian-Jaque. César Borgia est interprété par Pedro Armendáriz.
- 1966 : L'Homme qui rit de Sergio Corbucci, César Borgia est interprété par Edmund Purdom.
- 2006 : Los Borgia d'Antonio Hernández. César Borgia est interprété par Sergio Peris-Mencheta.

#### Télévision

##### Série
- 1977 : Les Borgia ou le sang doré de Jean-Claude Bouillon dans le rôle de César Borgia.
- 2011 :
  - The Borgias de Neil Jordan avec François Arnaud dans le rôle de César Borgia.
  - Borgia, César Borgia est interprété par Mark Ryder.

### Jeux vidéo
- César Borgia est présent dans le jeu vidéo Assassin's Creed : Brotherhood, dont il est le principal antagoniste. L'image du personnage est proche de celle dépeinte par Machiavel (également présent dans le jeu) : tyrannique, hautain, jaloux des aventures de sa sœur, Lucrèce Borgia, avec qui il entretient des rapports proches de l'inceste.

## Sources bibliographiques
- Patrick Boucheron, Léonard et Machiavel, Editions Verdier, Lagrasse, 2088  (ISBN 9782864325475)
- Marcel Brion, Les Borgia, Tallandier, Paris, 2011,  (ISBN 2-84734-809-3)
- Ivan Cloulas,
  - Les Borgia, Fayard, 1987
  - César Borgia : Fils de pape, prince et aventurier, Tallandier, Paris, 2005. 287 p., [8] p. de pl.  (ISBN 2-84734-180-3)
- Marion Johnson, Les Borgia
- Nicolas Machiavel, Le Prince
- Rafael Sabatini, La Vie de César Borgia
- Antonio Spinosa, La Saga des Borgia, Mondadori, 1999
- Paul Rival, César Borgia, Grasset, Paris, 1931

### Source partielle
- Marie-Nicolas Bouillet  et Alexis Chassang (dir.), « César Borgia » dans Dictionnaire universel d’histoire et de géographie, 1878 (lire sur Wikisource)